# Tour de l'Algarve 2024
Le Tour de l'Algarve 2024 (officiellement nommé Volta ao Algarve 2024) est la 50e édition de cette course cycliste par étapes masculine. Il a lieu dans l'Algarve, dans le sud du Portugal, du 14 au 18 février 2024. Il se déroule sur cinq étapes et fait partie du calendrier UCI ProSeries 2024 (deuxième niveau mondial) en catégorie 2.Pro.

## Équipes participantes
25 équipes participent à ce Tour de l'Algarve - 13 WorldTeams, 3 ProTeams et 9 équipes continentales :
| WorldTeams (13)- Alpecin-Deceuninck - Arkéa-B&B Hotels - Astana Qazaqstan Team - Bora-Hansgrohe - EF Education-EasyPost - Groupama-FDJ - Ineos Grenadiers - Intermarché-Wanty - Lidl-Trek - Soudal Quick-Step - Team dsm-firmenich PostNL - UAE Team Emirates - Team Visma \| Lease a Bike ProTeams (3)- Caja Rural-Seguros RGA - Tudor Pro Cycling Team - Uno-X Mobility Équipes continentales (9)- ABTF Betão-Feirense - AP Hotels & Resorts-Tavira-SC Farense - Aviludo-Louletano-Loulé Concelho - Credibom-La Alumínios-Marcos Car - Efapel Cycling - Kelly-Simoldes-UDO - Rádio Popular-Paredes-Boavista - Sabgal / Anicolor - Tavfer-Ovos Matinados-Mortágua |
| |

## Étapes
| Étape     | Date    | Villes étapes                       | type                        | Distance (km) | Vainqueur d'étape | Leader du classement général |
| --------- | ------- | ----------------------------------- | --------------------------- | ------------- | ----------------- | ---------------------------- |
| 1re étape | 14 fév. | Portimão – Lagos                    | étape vallonnée             | 200,8         | Gerben Thijssen   | Gerben Thijssen              |
| 2e étape  | 15 fév. | Lagoa – Alto da Fóia                | étape de moyenne montagne   | 171,9         | Daniel Martínez   | Daniel Martínez              |
| 3e étape  | 16 fév. | Vila Real de Santo António – Tavira | étape vallonnée             | 192,2         | Wout van Aert     | Daniel Martínez              |
| 4e étape  | 17 fév. | Albufeira – Albufeira               | contre-la-montre individuel | 22            | Remco Evenepoel   | Remco Evenepoel              |
| 5e étape  | 18 fév. | Faro – Alto do Malhão               | étape de moyenne montagne   | 165,8         | Daniel Martínez   | Remco Evenepoel              |

## Parcours
Ce Tour de l'Algarve 2024 se compose de deux étapes vallonnées (1re et 3e étapes) pouvant convenir aux sprinteurs, de deux étapes avec arrivées au sommet (2e et 5e étapes) et d'un contre-la-montre de 22 kilomètres (4e étape).

## Favoris
Parmi les favoris à la victoire finale, les noms les plus cités sont ceux du champion du monde du contre-la-montre, champion de Belgique et double vainqueur de l'épreuve en 2020 et 2022 Remco Evenepoel (Soudal Quick-Step), du Colombien Daniel Martínez (Bora Hansgrohe), vainqueur en 2023, de son compatriote et équipier Sergio Higuita, des coureurs de la Visma Lease a Bike Sepp Kuss et Wout van Aert, du jeune Mexicain Isaac Del Toro (UAE Emirates), des Britanniques d'Ineos Grenadiers Geraint Thomas et Tom Pidcock, de leur compatriote Tao Geoghegan Hart désormais chez Lidl-Trek, du Danois Magnus Cort Nielsen (Uno X) ainsi que du champion de France Valentin Madouas (Groupama FDJ).

## Déroulement de la course

### 1reétape
Dernier rescapé de l'échappée initiale comprenant sept coureurs, l'Autrichien Tobias Bayer (Alpecin Deceuninck) est repris par le peloton à 22 km de l'arrivée. Le Belge Gerben Thijssen (Intermarché Wanty) s'impose au sprint dominant un peloton scindé en plusieurs groupes à la suite d’une chute survenue dans les trois derniers kilomètres. Les commissaires décident de créditer le peloton de 154 coureurs du même temps que le vainqueur.
| \| Classement de l'étape \| Classement de l'étape \| Classement de l'étape \| Classement de l'étape \| Classement de l'étape \| \| Coureur \| Coureur \| Pays \| Équipe \| Temps \| \| --------------------- \| --------------------- \| --------------------- \| ------------------------- \| --------------------- \| \| 1er \| Gerben Thijssen \| Belgique \| Intermarché-Wanty \| 4 h 52 min 04 s \| \| 2e \| Marijn van den Berg \| Pays-Bas \| EF Education-EasyPost \| + 0 s \| \| 3e \| Jordi Meeus \| Belgique \| Bora-Hansgrohe \| + 0 s \| \| 4e \| Lars Boven \| Pays-Bas \| Alpecin-Deceuninck \| + 0 s \| \| 5e \| Arnaud Démare \| France \| Arkéa-B&B Hotels \| + 0 s \| \| 6e \| Rui Oliveira \| Portugal \| UAE Team Emirates \| + 0 s \| \| 7e \| Jasper Stuyven \| Belgique \| Lidl-Trek \| + 0 s \| \| 8e \| Kim Heiduk \| Allemagne \| Ineos Grenadiers \| + 0 s \| \| 9e \| Luís Mendonça \| Portugal \| Sabgal-Anicolor \| + 0 s \| \| 10e \| Casper van Uden \| Pays-Bas \| Team dsm-firmenich PostNL \| + 0 s \| |                     |           |                           |                 |
| |                     |           |                           |                 |
| Source : ProCyclingStats |                     |           |                           |                 |
| Classement de l'étape |                     |           |                           |                 |
| Coureur | Coureur             | Pays      | Équipe                    | Temps           |
| 1er | Gerben Thijssen     | Belgique  | Intermarché-Wanty         | 4 h 52 min 04 s |
| 2e | Marijn van den Berg | Pays-Bas  | EF Education-EasyPost     | + 0 s           |
| 3e | Jordi Meeus         | Belgique  | Bora-Hansgrohe            | + 0 s           |
| 4e | Lars Boven          | Pays-Bas  | Alpecin-Deceuninck        | + 0 s           |
| 5e | Arnaud Démare       | France    | Arkéa-B&B Hotels          | + 0 s           |
| 6e | Rui Oliveira        | Portugal  | UAE Team Emirates         | + 0 s           |
| 7e | Jasper Stuyven      | Belgique  | Lidl-Trek                 | + 0 s           |
| 8e | Kim Heiduk          | Allemagne | Ineos Grenadiers          | + 0 s           |
| 9e | Luís Mendonça       | Portugal  | Sabgal-Anicolor           | + 0 s           |
| 10e | Casper van Uden     | Pays-Bas  | Team dsm-firmenich PostNL | + 0 s           |

| \| Classement général \| Classement général \| Classement général \| Classement général \| Classement général \| \| Coureur \| Coureur \| Pays \| Équipe \| Temps \| \| ------------------ \| ------------------- \| ------------------ \| -------------------------------- \| ------------------ \| \| 1er \| Gerben Thijssen \| Belgique \| Intermarché-Wanty \| 4 h 51 min 54 s \| \| 2e \| Marijn van den Berg \| Pays-Bas \| EF Education-EasyPost \| + 4 s \| \| 3e \| Tobias Bayer \| Autriche \| Alpecin-Deceuninck \| + 4 s \| \| 4e \| Jordi Meeus \| Belgique \| Bora-Hansgrohe \| + 6 s \| \| 5e \| Tomás Contte \| Argentine \| Aviludo-Louletano-Loulé Concelho \| + 8 s \| \| 6e \| Lars Boven \| Pays-Bas \| Alpecin-Deceuninck \| + 10 s \| \| 7e \| Arnaud Démare \| France \| Arkéa-B&B Hotels \| + 10 s \| \| 8e \| Rui Oliveira \| Portugal \| UAE Team Emirates \| + 10 s \| \| 9e \| Jasper Stuyven \| Belgique \| Lidl-Trek \| + 10 s \| \| 10e \| Kim Heiduk \| Allemagne \| Ineos Grenadiers \| + 10 s \| |                     |           |                                  |                 |
| |                     |           |                                  |                 |
| Source : ProCyclingStats |                     |           |                                  |                 |
| Classement général |                     |           |                                  |                 |
| Coureur | Coureur             | Pays      | Équipe                           | Temps           |
| 1er | Gerben Thijssen     | Belgique  | Intermarché-Wanty                | 4 h 51 min 54 s |
| 2e | Marijn van den Berg | Pays-Bas  | EF Education-EasyPost            | + 4 s           |
| 3e | Tobias Bayer        | Autriche  | Alpecin-Deceuninck               | + 4 s           |
| 4e | Jordi Meeus         | Belgique  | Bora-Hansgrohe                   | + 6 s           |
| 5e | Tomás Contte        | Argentine | Aviludo-Louletano-Loulé Concelho | + 8 s           |
| 6e | Lars Boven          | Pays-Bas  | Alpecin-Deceuninck               | + 10 s          |
| 7e | Arnaud Démare       | France    | Arkéa-B&B Hotels                 | + 10 s          |
| 8e | Rui Oliveira        | Portugal  | UAE Team Emirates                | + 10 s          |
| 9e | Jasper Stuyven      | Belgique  | Lidl-Trek                        | + 10 s          |
| 10e | Kim Heiduk          | Allemagne | Ineos Grenadiers                 | + 10 s          |

### 2eétape
À environ 70 km de l'arrivée, deux coureurs norvégiens de l’équipe Uno-X, Andreas Leknessund et Jonas Abrahamsen, sortent du peloton et reviennent sur l’échappée de sept coureurs. Leknessund s'isole en tête à une quinzaine de kilomètres du but mais il est repris par le peloton des favoris au début de l'ascension finale de l'Alto da Fóia. Au fil de cette montée, le peloton de tête se réduit. Aux trois cents mètres, Remco Evenepoel place une accélération et lâche tous ses adversaires sauf Daniel Martínez qui le contre, remporte l'étape et s'empare du maillot jaune.
| \| Classement de l'étape \| Classement de l'étape \| Classement de l'étape \| Classement de l'étape \| Classement de l'étape \| \| Coureur \| Coureur \| Pays \| Équipe \| Temps \| \| --------------------- \| --------------------- \| --------------------- \| -------------------------- \| --------------------- \| \| 1er \| Daniel Martínez \| Colombie \| Bora-Hansgrohe \| 4 h 40 min 21 s \| \| 2e \| Remco Evenepoel \| Belgique \| Soudal Quick-Step \| + 0 s \| \| 3e \| Sepp Kuss \| États-Unis \| Team Visma \\| Lease a Bike \| + 6 s \| \| 4e \| Sergio Higuita \| Colombie \| Bora-Hansgrohe \| + 7 s \| \| 5e \| Jan Tratnik \| Slovénie \| Team Visma \\| Lease a Bike \| + 8 s \| \| 6e \| Tom Pidcock \| Royaume-Uni \| Ineos Grenadiers \| + 9 s \| \| 7e \| Tao Geoghegan Hart \| Royaume-Uni \| Lidl-Trek \| + 9 s \| \| 8e \| Thymen Arensman \| Pays-Bas \| Ineos Grenadiers \| + 12 s \| \| 9e \| Mikel Landa \| Espagne \| Soudal Quick-Step \| + 13 s \| \| 10e \| Christian Scaroni \| Italie \| Astana Qazaqstan Team \| + 17 s \| |                    |             |                            |                 |
| |                    |             |                            |                 |
| Source : ProCyclingStats |                    |             |                            |                 |
| Classement de l'étape |                    |             |                            |                 |
| Coureur | Coureur            | Pays        | Équipe                     | Temps           |
| 1er | Daniel Martínez    | Colombie    | Bora-Hansgrohe             | 4 h 40 min 21 s |
| 2e | Remco Evenepoel    | Belgique    | Soudal Quick-Step          | + 0 s           |
| 3e | Sepp Kuss          | États-Unis  | Team Visma \| Lease a Bike | + 6 s           |
| 4e | Sergio Higuita     | Colombie    | Bora-Hansgrohe             | + 7 s           |
| 5e | Jan Tratnik        | Slovénie    | Team Visma \| Lease a Bike | + 8 s           |
| 6e | Tom Pidcock        | Royaume-Uni | Ineos Grenadiers           | + 9 s           |
| 7e | Tao Geoghegan Hart | Royaume-Uni | Lidl-Trek                  | + 9 s           |
| 8e | Thymen Arensman    | Pays-Bas    | Ineos Grenadiers           | + 12 s          |
| 9e | Mikel Landa        | Espagne     | Soudal Quick-Step          | + 13 s          |
| 10e | Christian Scaroni  | Italie      | Astana Qazaqstan Team      | + 17 s          |

| \| Classement général \| Classement général \| Classement général \| Classement général \| Classement général \| \| Coureur \| Coureur \| Pays \| Équipe \| Temps \| \| ------------------ \| ------------------ \| ------------------ \| -------------------------- \| ------------------ \| \| 1er \| Daniel Martínez \| Colombie \| Bora-Hansgrohe \| 9 h 32 min 14 s \| \| 2e \| Remco Evenepoel \| Belgique \| Soudal Quick-Step \| + 4 s \| \| 3e \| Sepp Kuss \| États-Unis \| Team Visma \\| Lease a Bike \| + 12 s \| \| 4e \| Sergio Higuita \| Colombie \| Bora-Hansgrohe \| + 16 s \| \| 5e \| Jan Tratnik \| Slovénie \| Team Visma \\| Lease a Bike \| + 18 s \| \| 6e \| Tao Geoghegan Hart \| Royaume-Uni \| Lidl-Trek \| + 18 s \| \| 7e \| Tom Pidcock \| Royaume-Uni \| Ineos Grenadiers \| + 18 s \| \| 8e \| Thymen Arensman \| Pays-Bas \| Ineos Grenadiers \| + 23 s \| \| 9e \| Mikel Landa \| Espagne \| Soudal Quick-Step \| + 23 s \| \| 10e \| Christian Scaroni \| Italie \| Astana Qazaqstan Team \| + 28 s \| |                    |             |                            |                 |
| |                    |             |                            |                 |
| Source : ProCyclingStats |                    |             |                            |                 |
| Classement général |                    |             |                            |                 |
| Coureur | Coureur            | Pays        | Équipe                     | Temps           |
| 1er | Daniel Martínez    | Colombie    | Bora-Hansgrohe             | 9 h 32 min 14 s |
| 2e | Remco Evenepoel    | Belgique    | Soudal Quick-Step          | + 4 s           |
| 3e | Sepp Kuss          | États-Unis  | Team Visma \| Lease a Bike | + 12 s          |
| 4e | Sergio Higuita     | Colombie    | Bora-Hansgrohe             | + 16 s          |
| 5e | Jan Tratnik        | Slovénie    | Team Visma \| Lease a Bike | + 18 s          |
| 6e | Tao Geoghegan Hart | Royaume-Uni | Lidl-Trek                  | + 18 s          |
| 7e | Tom Pidcock        | Royaume-Uni | Ineos Grenadiers           | + 18 s          |
| 8e | Thymen Arensman    | Pays-Bas    | Ineos Grenadiers           | + 23 s          |
| 9e | Mikel Landa        | Espagne     | Soudal Quick-Step          | + 23 s          |
| 10e | Christian Scaroni  | Italie      | Astana Qazaqstan Team      | + 28 s          |

### 3eétape
Le Portugais Miguel Salgueiro, dernier membre des sept échappés du jour, est repris à 14 kilomètres de l'arrivée par le peloton. Le sprint est remporté par Wout van Aert qui remonte ses adversaires dans les tout derniers mètres. 
| \| Classement de l'étape \| Classement de l'étape \| Classement de l'étape \| Classement de l'étape \| Classement de l'étape \| \| Coureur \| Coureur \| Pays \| Équipe \| Temps \| \| --------------------- \| --------------------- \| --------------------- \| -------------------------- \| --------------------- \| \| 1er \| Wout van Aert \| Belgique \| Team Visma \\| Lease a Bike \| 4 h 50 min 57 s \| \| 2e \| Rui Oliveira \| Portugal \| UAE Team Emirates \| + 0 s \| \| 3e \| Marius Mayrhofer \| Allemagne \| Tudor Pro Cycling Team \| + 0 s \| \| 4e \| Gerben Thijssen \| Belgique \| Intermarché-Wanty \| + 0 s \| \| 5e \| Stefan Bissegger \| Suisse \| EF Education-EasyPost \| + 0 s \| \| 6e \| Rasmus Tiller \| Norvège \| Uno-X Mobility \| + 0 s \| \| 7e \| Jasper Stuyven \| Belgique \| Lidl-Trek \| + 0 s \| \| 8e \| Magnus Cort Nielsen \| Danemark \| Uno-X Mobility \| + 0 s \| \| 9e \| Yevgeniy Fedorov \| Kazakhstan \| Astana Qazaqstan Team \| + 0 s \| \| 10e \| Santiago Mesa \| Colombie \| Efapel Cycling \| + 0 s \| |                     |            |                            |                 |
| |                     |            |                            |                 |
| Source : ProCyclingStats |                     |            |                            |                 |
| Classement de l'étape |                     |            |                            |                 |
| Coureur | Coureur             | Pays       | Équipe                     | Temps           |
| 1er | Wout van Aert       | Belgique   | Team Visma \| Lease a Bike | 4 h 50 min 57 s |
| 2e | Rui Oliveira        | Portugal   | UAE Team Emirates          | + 0 s           |
| 3e | Marius Mayrhofer    | Allemagne  | Tudor Pro Cycling Team     | + 0 s           |
| 4e | Gerben Thijssen     | Belgique   | Intermarché-Wanty          | + 0 s           |
| 5e | Stefan Bissegger    | Suisse     | EF Education-EasyPost      | + 0 s           |
| 6e | Rasmus Tiller       | Norvège    | Uno-X Mobility             | + 0 s           |
| 7e | Jasper Stuyven      | Belgique   | Lidl-Trek                  | + 0 s           |
| 8e | Magnus Cort Nielsen | Danemark   | Uno-X Mobility             | + 0 s           |
| 9e | Yevgeniy Fedorov    | Kazakhstan | Astana Qazaqstan Team      | + 0 s           |
| 10e | Santiago Mesa       | Colombie   | Efapel Cycling             | + 0 s           |

| \| Classement général \| Classement général \| Classement général \| Classement général \| Classement général \| \| Coureur \| Coureur \| Pays \| Équipe \| Temps \| \| ------------------ \| ------------------ \| ------------------ \| -------------------------- \| ------------------ \| \| 1er \| Daniel Martínez \| Colombie \| Bora-Hansgrohe \| 14 h 23 min 11 s \| \| 2e \| Remco Evenepoel \| Belgique \| Soudal Quick-Step \| + 4 s \| \| 3e \| Sepp Kuss \| États-Unis \| Team Visma \\| Lease a Bike \| + 12 s \| \| 4e \| Sergio Higuita \| Colombie \| Bora-Hansgrohe \| + 16 s \| \| 5e \| Jan Tratnik \| Slovénie \| Team Visma \\| Lease a Bike \| + 18 s \| \| 6e \| Tom Pidcock \| Royaume-Uni \| Ineos Grenadiers \| + 18 s \| \| 7e \| Wout van Aert \| Belgique \| Team Visma \\| Lease a Bike \| + 22 s \| \| 8e \| Thymen Arensman \| Pays-Bas \| Ineos Grenadiers \| + 23 s \| \| 9e \| Mikel Landa \| Espagne \| Soudal Quick-Step \| + 23 s \| \| 10e \| Christian Scaroni \| Italie \| Astana Qazaqstan Team \| + 28 s \| |                   |             |                            |                  |
| |                   |             |                            |                  |
| Source : ProCyclingStats |                   |             |                            |                  |
| Classement général |                   |             |                            |                  |
| Coureur | Coureur           | Pays        | Équipe                     | Temps            |
| 1er | Daniel Martínez   | Colombie    | Bora-Hansgrohe             | 14 h 23 min 11 s |
| 2e | Remco Evenepoel   | Belgique    | Soudal Quick-Step          | + 4 s            |
| 3e | Sepp Kuss         | États-Unis  | Team Visma \| Lease a Bike | + 12 s           |
| 4e | Sergio Higuita    | Colombie    | Bora-Hansgrohe             | + 16 s           |
| 5e | Jan Tratnik       | Slovénie    | Team Visma \| Lease a Bike | + 18 s           |
| 6e | Tom Pidcock       | Royaume-Uni | Ineos Grenadiers           | + 18 s           |
| 7e | Wout van Aert     | Belgique    | Team Visma \| Lease a Bike | + 22 s           |
| 8e | Thymen Arensman   | Pays-Bas    | Ineos Grenadiers           | + 23 s           |
| 9e | Mikel Landa       | Espagne     | Soudal Quick-Step          | + 23 s           |
| 10e | Christian Scaroni | Italie      | Astana Qazaqstan Team      | + 28 s           |

### 4eétape
En tête à chaque temps intermédiaire, Remco Evenepoel remporte ce chrono et s'empare du maillot jaune.
| \| Classement de l'étape \| Classement de l'étape \| Classement de l'étape \| Classement de l'étape \| Classement de l'étape \| \| Coureur \| Coureur \| Pays \| Équipe \| Temps \| \| --------------------- \| --------------------- \| --------------------- \| -------------------------- \| --------------------- \| \| 1er \| Remco Evenepoel \| Belgique \| Soudal Quick-Step \| 27 min 09 s \| \| 2e \| Magnus Sheffield \| États-Unis \| Ineos Grenadiers \| + 16 s \| \| 3e \| Stefan Küng \| Suisse \| Groupama-FDJ \| + 29 s \| \| 4e \| Isaac Del Toro \| Mexique \| UAE Team Emirates \| + 37 s \| \| 5e \| Mattia Cattaneo \| Italie \| Soudal Quick-Step \| + 46 s \| \| 6e \| Filippo Ganna \| Italie \| Ineos Grenadiers \| + 47 s \| \| 7e \| Ben Healy \| Irlande \| EF Education-EasyPost \| + 48 s \| \| 8e \| Daniel Martínez \| Colombie \| Bora-Hansgrohe \| + 51 s \| \| 9e \| Rune Herregodts \| Belgique \| Intermarché-Wanty \| + 58 s \| \| 10e \| Jan Tratnik \| Slovénie \| Team Visma \\| Lease a Bike \| + 58 s \| |                  |            |                            |             |
| |                  |            |                            |             |
| Source : ProCyclingStats |                  |            |                            |             |
| Classement de l'étape |                  |            |                            |             |
| Coureur | Coureur          | Pays       | Équipe                     | Temps       |
| 1er | Remco Evenepoel  | Belgique   | Soudal Quick-Step          | 27 min 09 s |
| 2e | Magnus Sheffield | États-Unis | Ineos Grenadiers           | + 16 s      |
| 3e | Stefan Küng      | Suisse     | Groupama-FDJ               | + 29 s      |
| 4e | Isaac Del Toro   | Mexique    | UAE Team Emirates          | + 37 s      |
| 5e | Mattia Cattaneo  | Italie     | Soudal Quick-Step          | + 46 s      |
| 6e | Filippo Ganna    | Italie     | Ineos Grenadiers           | + 47 s      |
| 7e | Ben Healy        | Irlande    | EF Education-EasyPost      | + 48 s      |
| 8e | Daniel Martínez  | Colombie   | Bora-Hansgrohe             | + 51 s      |
| 9e | Rune Herregodts  | Belgique   | Intermarché-Wanty          | + 58 s      |
| 10e | Jan Tratnik      | Slovénie   | Team Visma \| Lease a Bike | + 58 s      |

| \| Classement général \| Classement général \| Classement général \| Classement général \| Classement général \| \| Coureur \| Coureur \| Pays \| Équipe \| Temps \| \| ------------------ \| ------------------ \| ------------------ \| -------------------------- \| ------------------ \| \| 1er \| Remco Evenepoel \| Belgique \| Soudal Quick-Step \| 14 h 50 min 24 s \| \| 2e \| Daniel Martínez \| Colombie \| Bora-Hansgrohe \| + 47 s \| \| 3e \| Jan Tratnik \| Slovénie \| Team Visma \\| Lease a Bike \| + 1 min 12 s \| \| 4e \| Wout van Aert \| Belgique \| Team Visma \\| Lease a Bike \| + 1 min 18 s \| \| 5e \| Stefan Küng \| Suisse \| Groupama-FDJ \| + 1 min 18 s \| \| 6e \| Ben Healy \| Irlande \| EF Education-EasyPost \| + 1 min 20 s \| \| 7e \| Thymen Arensman \| Pays-Bas \| Ineos Grenadiers \| + 1 min 23 s \| \| 8e \| Magnus Sheffield \| États-Unis \| Ineos Grenadiers \| + 1 min 34 s \| \| 9e \| António Morgado \| Portugal \| UAE Team Emirates \| + 1 min 39 s \| \| 10e \| Tom Pidcock \| Royaume-Uni \| Ineos Grenadiers \| + 1 min 44 s \| |                  |             |                            |                  |
| |                  |             |                            |                  |
| Source : ProCyclingStats |                  |             |                            |                  |
| Classement général |                  |             |                            |                  |
| Coureur | Coureur          | Pays        | Équipe                     | Temps            |
| 1er | Remco Evenepoel  | Belgique    | Soudal Quick-Step          | 14 h 50 min 24 s |
| 2e | Daniel Martínez  | Colombie    | Bora-Hansgrohe             | + 47 s           |
| 3e | Jan Tratnik      | Slovénie    | Team Visma \| Lease a Bike | + 1 min 12 s     |
| 4e | Wout van Aert    | Belgique    | Team Visma \| Lease a Bike | + 1 min 18 s     |
| 5e | Stefan Küng      | Suisse      | Groupama-FDJ               | + 1 min 18 s     |
| 6e | Ben Healy        | Irlande     | EF Education-EasyPost      | + 1 min 20 s     |
| 7e | Thymen Arensman  | Pays-Bas    | Ineos Grenadiers           | + 1 min 23 s     |
| 8e | Magnus Sheffield | États-Unis  | Ineos Grenadiers           | + 1 min 34 s     |
| 9e | António Morgado  | Portugal    | UAE Team Emirates          | + 1 min 39 s     |
| 10e | Tom Pidcock      | Royaume-Uni | Ineos Grenadiers           | + 1 min 44 s     |

### 5eétape
Un groupe de vingt hommes fait la course en tête. À 40 km du terme, Wout van Aert suivi par Ben Healy sort du peloton pour rejoindre dix kilomètres plus loin ce groupe de tête qui compte alors jusqu'à 1 min 30 sec d'avance sur le peloton. Healy, van Aert et Gijs Leemreize s' extraient du groupe de tête à 25 km de l'arrivée mais, au pied de la dernière montée de l'Alto do Malhão, le trio ne possède plus qu'une quinzaine de secondes d'avance sur le groupe maillot jaune. Ils sont rejoints avant la flamme rouge. Remco Evenepoel lance son sprint de loin mais est doublé par Daniel Martinez à 200 mètres de l’arrivée.
| \| Classement de l'étape \| Classement de l'étape \| Classement de l'étape \| Classement de l'étape \| Classement de l'étape \| \| Coureur \| Coureur \| Pays \| Équipe \| Temps \| \| --------------------- \| --------------------- \| --------------------- \| -------------------------- \| --------------------- \| \| 1er \| Daniel Martínez \| Colombie \| Bora-Hansgrohe \| 3 h 55 min 35 s \| \| 2e \| Remco Evenepoel \| Belgique \| Soudal Quick-Step \| + 0 s \| \| 3e \| Tom Pidcock \| Royaume-Uni \| Ineos Grenadiers \| + 3 s \| \| 4e \| Christian Scaroni \| Italie \| Astana Qazaqstan Team \| + 7 s \| \| 5e \| Jan Tratnik \| Slovénie \| Team Visma \\| Lease a Bike \| + 7 s \| \| 6e \| Sepp Kuss \| États-Unis \| Team Visma \\| Lease a Bike \| + 7 s \| \| 7e \| Tao Geoghegan Hart \| Royaume-Uni \| Lidl-Trek \| + 16 s \| \| 8e \| Ben Healy \| Irlande \| EF Education-EasyPost \| + 16 s \| \| 9e \| Thymen Arensman \| Pays-Bas \| Ineos Grenadiers \| + 16 s \| \| 10e \| António Morgado \| Portugal \| UAE Team Emirates \| + 24 s \| |                    |             |                            |                 |
| |                    |             |                            |                 |
| Source : ProCyclingStats |                    |             |                            |                 |
| Classement de l'étape |                    |             |                            |                 |
| Coureur | Coureur            | Pays        | Équipe                     | Temps           |
| 1er | Daniel Martínez    | Colombie    | Bora-Hansgrohe             | 3 h 55 min 35 s |
| 2e | Remco Evenepoel    | Belgique    | Soudal Quick-Step          | + 0 s           |
| 3e | Tom Pidcock        | Royaume-Uni | Ineos Grenadiers           | + 3 s           |
| 4e | Christian Scaroni  | Italie      | Astana Qazaqstan Team      | + 7 s           |
| 5e | Jan Tratnik        | Slovénie    | Team Visma \| Lease a Bike | + 7 s           |
| 6e | Sepp Kuss          | États-Unis  | Team Visma \| Lease a Bike | + 7 s           |
| 7e | Tao Geoghegan Hart | Royaume-Uni | Lidl-Trek                  | + 16 s          |
| 8e | Ben Healy          | Irlande     | EF Education-EasyPost      | + 16 s          |
| 9e | Thymen Arensman    | Pays-Bas    | Ineos Grenadiers           | + 16 s          |
| 10e | António Morgado    | Portugal    | UAE Team Emirates          | + 24 s          |

## Classements finals

### Classement général final
| \| Classement général \| Classement général \| Classement général \| Classement général \| Classement général \| \| Coureur \| Coureur \| Pays \| Équipe \| Temps \| \| ------------------ \| ------------------ \| ------------------ \| -------------------------- \| ------------------ \| \| 1er \| Remco Evenepoel \| Belgique \| Soudal Quick-Step \| 18 h 45 min 53 s \| \| 2e \| Daniel Martínez \| Colombie \| Bora-Hansgrohe \| + 43 s \| \| 3e \| Jan Tratnik \| Slovénie \| Team Visma \\| Lease a Bike \| + 1 min 21 s \| \| 4e \| Ben Healy \| Irlande \| EF Education-EasyPost \| + 1 min 42 s \| \| 5e \| Thymen Arensman \| Pays-Bas \| Ineos Grenadiers \| + 1 min 45 s \| \| 6e \| Tom Pidcock \| Royaume-Uni \| Ineos Grenadiers \| + 1 min 49 s \| \| 7e \| Wout van Aert \| Belgique \| Team Visma \\| Lease a Bike \| + 1 min 57 s \| \| 8e \| Sepp Kuss \| États-Unis \| Team Visma \\| Lease a Bike \| + 1 min 59 s \| \| 9e \| Stefan Küng \| Suisse \| Groupama-FDJ \| + 2 min 06 s \| \| 10e \| António Morgado \| Portugal \| UAE Team Emirates \| + 2 min 09 s \| |                 |             |                            |                  |
| |                 |             |                            |                  |
| Source : ProCyclingStats |                 |             |                            |                  |
| Classement général |                 |             |                            |                  |
| Coureur | Coureur         | Pays        | Équipe                     | Temps            |
| 1er | Remco Evenepoel | Belgique    | Soudal Quick-Step          | 18 h 45 min 53 s |
| 2e | Daniel Martínez | Colombie    | Bora-Hansgrohe             | + 43 s           |
| 3e | Jan Tratnik     | Slovénie    | Team Visma \| Lease a Bike | + 1 min 21 s     |
| 4e | Ben Healy       | Irlande     | EF Education-EasyPost      | + 1 min 42 s     |
| 5e | Thymen Arensman | Pays-Bas    | Ineos Grenadiers           | + 1 min 45 s     |
| 6e | Tom Pidcock     | Royaume-Uni | Ineos Grenadiers           | + 1 min 49 s     |
| 7e | Wout van Aert   | Belgique    | Team Visma \| Lease a Bike | + 1 min 57 s     |
| 8e | Sepp Kuss       | États-Unis  | Team Visma \| Lease a Bike | + 1 min 59 s     |
| 9e | Stefan Küng     | Suisse      | Groupama-FDJ               | + 2 min 06 s     |
| 10e | António Morgado | Portugal    | UAE Team Emirates          | + 2 min 09 s     |

### Classements annexes
| Classement par points | Classement par points | Classement par points | Classement par points      | Classement par points |
| Coureur               | Coureur               | Pays                  | Équipe                     | Points                |
| --------------------- | --------------------- | --------------------- | -------------------------- | --------------------- |
| 1er                   | Gerben Thijssen       | Belgique              | Intermarché-Wanty          | 44 pts                |
| 2e                    | Daniel Martínez       | Colombie              | Bora-Hansgrohe             | 30 pts                |
| 3e                    | Wout van Aert         | Belgique              | Team Visma \| Lease a Bike | 29 pts                |
| 4e                    | Rui Oliveira          | Portugal              | UAE Team Emirates          | 28 pts                |
| 5e                    | Remco Evenepoel       | Belgique              | Soudal Quick-Step          | 24 pts                |
| 6e                    | Jan Tratnik           | Slovénie              | Team Visma \| Lease a Bike | 16 pts                |
| 7e                    | Marius Mayrhofer      | Allemagne             | Tudor Pro Cycling Team     | 16 pts                |
| 8e                    | Jordi Meeus           | Belgique              | Bora-Hansgrohe             | 16 pts                |
| 9e                    | Tom Pidcock           | Royaume-Uni           | Ineos Grenadiers           | 15 pts                |
| 10e                   | Sepp Kuss             | États-Unis            | Team Visma \| Lease a Bike | 15 pts                |

| Classement par points | Classement par points | Classement par points | Classement par points      | Classement par points |
| Coureur               | Coureur               | Pays                  | Équipe                     | Points                |
| --------------------- | --------------------- | --------------------- | -------------------------- | --------------------- |
| 1er                   | Gerben Thijssen       | Belgique              | Intermarché-Wanty          | 44 pts                |
| 2e                    | Daniel Martínez       | Colombie              | Bora-Hansgrohe             | 30 pts                |
| 3e                    | Wout van Aert         | Belgique              | Team Visma \| Lease a Bike | 29 pts                |
| 4e                    | Rui Oliveira          | Portugal              | UAE Team Emirates          | 28 pts                |
| 5e                    | Remco Evenepoel       | Belgique              | Soudal Quick-Step          | 24 pts                |
| 6e                    | Jan Tratnik           | Slovénie              | Team Visma \| Lease a Bike | 16 pts                |
| 7e                    | Marius Mayrhofer      | Allemagne             | Tudor Pro Cycling Team     | 16 pts                |
| 8e                    | Jordi Meeus           | Belgique              | Bora-Hansgrohe             | 16 pts                |
| 9e                    | Tom Pidcock           | Royaume-Uni           | Ineos Grenadiers           | 15 pts                |
| 10e                   | Sepp Kuss             | États-Unis            | Team Visma \| Lease a Bike | 15 pts                |

| Classement de la montagne | Classement de la montagne | Classement de la montagne | Classement de la montagne        | Classement de la montagne |
| Coureur                   | Coureur                   | Pays                      | Équipe                           | Points                    |
| ------------------------- | ------------------------- | ------------------------- | -------------------------------- | ------------------------- |
| 1er                       | Daniel Martínez           | Colombie                  | Bora-Hansgrohe                   | 16 pts                    |
| 2e                        | Remco Evenepoel           | Belgique                  | Soudal Quick-Step                | 14 pts                    |
| 3e                        | Andreas Leknessund        | Norvège                   | Uno-X Mobility                   | 13 pts                    |
| 4e                        | Sepp Kuss                 | États-Unis                | Team Visma \| Lease a Bike       | 9 pts                     |
| 5e                        | Nicolás Tivani            | Argentine                 | Aviludo-Louletano-Loulé Concelho | 8 pts                     |
| 6e                        | Wout van Aert             | Belgique                  | Team Visma \| Lease a Bike       | 8 pts                     |
| 7e                        | Tomás Contte              | Argentine                 | Aviludo-Louletano-Loulé Concelho | 7 pts                     |
| 8e                        | Ben Healy                 | Irlande                   | EF Education-EasyPost            | 6 pts                     |
| 9e                        | Martin Bugge Urianstad    | Norvège                   | Uno-X Mobility                   | 6 pts                     |
| 10e                       | Max Walker                | Royaume-Uni               | Astana Qazaqstan Team            | 6 pts                     |

| Classement de la montagne | Classement de la montagne | Classement de la montagne | Classement de la montagne        | Classement de la montagne |
| Coureur                   | Coureur                   | Pays                      | Équipe                           | Points                    |
| ------------------------- | ------------------------- | ------------------------- | -------------------------------- | ------------------------- |
| 1er                       | Daniel Martínez           | Colombie                  | Bora-Hansgrohe                   | 16 pts                    |
| 2e                        | Remco Evenepoel           | Belgique                  | Soudal Quick-Step                | 14 pts                    |
| 3e                        | Andreas Leknessund        | Norvège                   | Uno-X Mobility                   | 13 pts                    |
| 4e                        | Sepp Kuss                 | États-Unis                | Team Visma \| Lease a Bike       | 9 pts                     |
| 5e                        | Nicolás Tivani            | Argentine                 | Aviludo-Louletano-Loulé Concelho | 8 pts                     |
| 6e                        | Wout van Aert             | Belgique                  | Team Visma \| Lease a Bike       | 8 pts                     |
| 7e                        | Tomás Contte              | Argentine                 | Aviludo-Louletano-Loulé Concelho | 7 pts                     |
| 8e                        | Ben Healy                 | Irlande                   | EF Education-EasyPost            | 6 pts                     |
| 9e                        | Martin Bugge Urianstad    | Norvège                   | Uno-X Mobility                   | 6 pts                     |
| 10e                       | Max Walker                | Royaume-Uni               | Astana Qazaqstan Team            | 6 pts                     |

| Classement du meilleur jeune | Classement du meilleur jeune | Classement du meilleur jeune | Classement du meilleur jeune     | Classement du meilleur jeune |
| Coureur                      | Coureur                      | Pays                         | Équipe                           | Temps                        |
| ---------------------------- | ---------------------------- | ---------------------------- | -------------------------------- | ---------------------------- |
| 1er                          | António Morgado              | Portugal                     | UAE Team Emirates                | 18 h 48 min 02 s             |
| 2e                           | Magnus Sheffield             | États-Unis                   | Ineos Grenadiers                 | + 3 min 32 s                 |
| 3e                           | Jan Christen                 | Suisse                       | UAE Team Emirates                | + 4 min 43 s                 |
| 4e                           | Per Strand Hagenes           | Norvège                      | Team Visma \| Lease a Bike       | + 10 min 39 s                |
| 5e                           | Jaume Guardeño               | Espagne                      | Caja Rural-Seguros RGA           | + 13 min 18 s                |
| 6e                           | Enzo Paleni                  | France                       | Groupama-FDJ                     | + 21 min 31 s                |
| 7e                           | Mathias Vacek                | Tchéquie                     | Lidl-Trek                        | + 27 min 01 s                |
| 8e                           | Pavel Bittner                | Tchéquie                     | Team dsm-firmenich PostNL        | + 28 min 12 s                |
| 9e                           | Alexandre Montez             | Portugal                     | Credibom-LA Alumínios-Marcos Car | + 31 min 36 s                |
| 10e                          | Duarte Domingues             | Portugal                     | Sabgal-Anicolor                  | + 44 min 20 s                |

| Classement du meilleur jeune | Classement du meilleur jeune | Classement du meilleur jeune | Classement du meilleur jeune     | Classement du meilleur jeune |
| Coureur                      | Coureur                      | Pays                         | Équipe                           | Temps                        |
| ---------------------------- | ---------------------------- | ---------------------------- | -------------------------------- | ---------------------------- |
| 1er                          | António Morgado              | Portugal                     | UAE Team Emirates                | 18 h 48 min 02 s             |
| 2e                           | Magnus Sheffield             | États-Unis                   | Ineos Grenadiers                 | + 3 min 32 s                 |
| 3e                           | Jan Christen                 | Suisse                       | UAE Team Emirates                | + 4 min 43 s                 |
| 4e                           | Per Strand Hagenes           | Norvège                      | Team Visma \| Lease a Bike       | + 10 min 39 s                |
| 5e                           | Jaume Guardeño               | Espagne                      | Caja Rural-Seguros RGA           | + 13 min 18 s                |
| 6e                           | Enzo Paleni                  | France                       | Groupama-FDJ                     | + 21 min 31 s                |
| 7e                           | Mathias Vacek                | Tchéquie                     | Lidl-Trek                        | + 27 min 01 s                |
| 8e                           | Pavel Bittner                | Tchéquie                     | Team dsm-firmenich PostNL        | + 28 min 12 s                |
| 9e                           | Alexandre Montez             | Portugal                     | Credibom-LA Alumínios-Marcos Car | + 31 min 36 s                |
| 10e                          | Duarte Domingues             | Portugal                     | Sabgal-Anicolor                  | + 44 min 20 s                |

| Classement par équipes | Classement par équipes     | Classement par équipes | Classement par équipes |
| Équipe                 | Équipe                     | Pays                   | Temps                  |
| ---------------------- | -------------------------- | ---------------------- | ---------------------- |
| 1re                    | Team Visma \| Lease a Bike | Pays-Bas               | 56 h 22 min 29 s       |
| 2e                     | Bora-Hansgrohe             | Allemagne              | + 1 min 28 s           |
| 3e                     | Ineos Grenadiers           | Royaume-Uni            | + 3 min 16 s           |
| 4e                     | Soudal Quick-Step          | Belgique               | + 9 min 23 s           |
| 5e                     | UAE Team Emirates          | Émirats arabes unis    | + 9 min 29 s           |
| 6e                     | EF Education-EasyPost      | États-Unis             | + 9 min 53 s           |
| 7e                     | Lidl-Trek                  | États-Unis             | + 14 min 26 s          |
| 8e                     | Astana Qazaqstan Team      | Kazakhstan             | + 15 min 14 s          |
| 9e                     | Uno-X Mobility             | Norvège                | + 21 min 42 s          |
| 10e                    | Groupama-FDJ               | France                 | + 22 min 22 s          |

| Classement par équipes | Classement par équipes     | Classement par équipes | Classement par équipes |
| Équipe                 | Équipe                     | Pays                   | Temps                  |
| ---------------------- | -------------------------- | ---------------------- | ---------------------- |
| 1re                    | Team Visma \| Lease a Bike | Pays-Bas               | 56 h 22 min 29 s       |
| 2e                     | Bora-Hansgrohe             | Allemagne              | + 1 min 28 s           |
| 3e                     | Ineos Grenadiers           | Royaume-Uni            | + 3 min 16 s           |
| 4e                     | Soudal Quick-Step          | Belgique               | + 9 min 23 s           |
| 5e                     | UAE Team Emirates          | Émirats arabes unis    | + 9 min 29 s           |
| 6e                     | EF Education-EasyPost      | États-Unis             | + 9 min 53 s           |
| 7e                     | Lidl-Trek                  | États-Unis             | + 14 min 26 s          |
| 8e                     | Astana Qazaqstan Team      | Kazakhstan             | + 15 min 14 s          |
| 9e                     | Uno-X Mobility             | Norvège                | + 21 min 42 s          |
| 10e                    | Groupama-FDJ               | France                 | + 22 min 22 s          |

### Classement UCI
La course attribue des points au Classement mondial UCI 2024 selon le barème suivant :
| Position           | 1er | 2e  | 3e  | 4e  | 5e | 6e | 7e | 8e | 9e | 10e | 11e | 12e | 13e | 14e | 15e | 16e à 30e | 31e à 40e |
| Classement général | 200 | 150 | 125 | 100 | 85 | 70 | 60 | 50 | 40 | 35  | 30  | 25  | 20  | 15  | 10  | 5         | 3         |
| Par étape          | 20  | 10  | 5   |     |    |    |    |    |    |     |     |     |     |     |     |           |           |
| Leader, par étape  | 5   |     |     |     |    |    |    |    |    |     |     |     |     |     |     |           |           |

## Évolution des classements
| Étape              | Vainqueur          | Classement général | Classement par points | Classement de la montagne | Classement du meilleur jeune | Classement par équipes |
| ------------------ | ------------------ | ------------------ | --------------------- | ------------------------- | ---------------------------- | ---------------------- |
| 1                  | Gerben Thijssen    | Gerben Thijssen    | Gerben Thijssen       | Tomás Contte              | Magnus Sheffield             | Ineos Grenadiers       |
| 2                  | Daniel Martínez    | Daniel Martínez    | Gerben Thijssen       | Daniel Martínez           | António Morgado              | Bora-Hansgrohe         |
| 3                  | Wout van Aert      | Daniel Martínez    | Gerben Thijssen       | Daniel Martínez           | António Morgado              | Bora-Hansgrohe         |
| 4                  | Remco Evenepoel    | Remco Evenepoel    | Gerben Thijssen       | Daniel Martínez           | Magnus Sheffield             | Ineos Grenadiers       |
| 5                  | Daniel Martínez    | Remco Evenepoel    | Gerben Thijssen       | Daniel Martínez           | António Morgado              | Visma-Lease a Bike     |
| Classements finals | Classements finals | Remco Evenepoel    | Gerben Thijssen       | Daniel Martínez           | António Morgado              | Visma-Lease a Bike     |

## Liste des participants
| Légende | Légende                                                                     | Légende | Légende                                                    |
| ------- | --------------------------------------------------------------------------- | ------- | ---------------------------------------------------------- |
| Num     | Dossard de départ porté par le coureur sur cette Figueira Champions Classic | Pos     | Position à l'arrivée de la course                          |
|         | Indique un maillot de champion national ou mondial, suivi de sa spécialité  | NP      | Indique un coureur qui n'a pas pris le départ de la course |
| AB      | Indique un coureur qui n'a pas terminé la course                            | HD      | Indique un coureur qui a terminé la course hors des délais |

| Bora-Hansgrohe BOH | Bora-Hansgrohe BOH             | Bora-Hansgrohe BOH |
| ------------------ | ------------------------------ | ------------------ |
| Num                | Coureur                        | Pos                |
| 1                  | Daniel Martínez (COL) (chrono) | 2e                 |
| 2                  | Bob Jungels (LUX)              | 15e                |
| 3                  | Marco Haller (AUT)             | 123e               |
| 4                  | Sergio Higuita (COL)           | 14e                |
| 5                  | Jordi Meeus (BEL)              | 134e               |
| 6                  | Maximilian Schachmann (GER)    | 34e                |
| 7                  | Alexander Hajek (AUT)          | NP-2               |

| Alpecin-Deceuninck ADC | Alpecin-Deceuninck ADC  | Alpecin-Deceuninck ADC |
| ---------------------- | ----------------------- | ---------------------- |
| Num                    | Coureur                 | Pos                    |
| 11                     | Quinten Hermans (BEL)   | 36e                    |
| 12                     | Lars Boven (NED)        | 95e                    |
| 13                     | Tobias Bayer (AUT)      | 49e                    |
| 14                     | Edward Planckaert (BEL) | 113e                   |
| 15                     | Xandro Meurisse (BEL)   | 71e                    |
| 16                     | Stan Van Tricht (BEL)   | NP-4                   |
| 17                     | Luca Vergallito (ITA)   | 17e                    |

| Arkéa-B&B Hotels ARK | Arkéa-B&B Hotels ARK     | Arkéa-B&B Hotels ARK |
| -------------------- | ------------------------ | -------------------- |
| Num                  | Coureur                  | Pos                  |
| 21                   | Arnaud Démare (FRA)      | 103e                 |
| 22                   | Jenthe Biermans (BEL)    | 58e                  |
| 23                   | Donavan Grondin (FRA)    | AB-5                 |
| 24                   | Thibault Guernalec (FRA) | 64e                  |
| 25                   | Daniel McLay (GBR)       | 121e                 |
| 26                   | Florian Sénéchal (FRA)   | 92e                  |
| 27                   | Martin Tjøtta (NOR)      | 53e                  |

| Astana Qazaqstan Team AST | Astana Qazaqstan Team AST    | Astana Qazaqstan Team AST |
| ------------------------- | ---------------------------- | ------------------------- |
| Num                       | Coureur                      | Pos                       |
| 31                        | Samuele Battistella (ITA)    | 51e                       |
| 32                        | Igor Chzhan (KAZ)            | 73e                       |
| 33                        | Yevgeniy Fedorov (KAZ)       | 70e                       |
| 34                        | Anton Kuzmin (KAZ)           | 111e                      |
| 35                        | Christian Scaroni (ITA)      | 11e                       |
| 36                        | Simone Velasco (ITA) (route) | 19e                       |
| 37                        | Max Walker (GBR)             | 54e                       |

| EF Education-EasyPost EFE | EF Education-EasyPost EFE       | EF Education-EasyPost EFE |
| ------------------------- | ------------------------------- | ------------------------- |
| Num                       | Coureur                         | Pos                       |
| 41                        | Stefan Bissegger (SUI) (chrono) | 99e                       |
| 42                        | Rui Costa (POR)                 | AB-3                      |
| 43                        | Ben Healy (IRL) (route)         | 4e                        |
| 44                        | Mikkel Honoré (DEN)             | 25e                       |
| 45                        | James Shaw (GBR)                | 23e                       |
| 46                        | Michael Valgren (DEN)           | 44e                       |
| 47                        | Marijn van den Berg (NED)       | AB-3                      |

| Groupama-FDJ GFC | Groupama-FDJ GFC               | Groupama-FDJ GFC |
| ---------------- | ------------------------------ | ---------------- |
| Num              | Coureur                        | Pos              |
| 51               | Stefan Küng (SUI)              | 9e               |
| 52               | Lewis Askey (GBR)              | 86e              |
| 53               | Olivier Le Gac (FRA)           | 59e              |
| 54               | Valentin Madouas (FRA) (route) | 32e              |
| 55               | Enzo Paleni (FRA)              | 68e              |
| 56               | Clément Russo (FRA)            | 102e             |
| 57               | Marc Sarreau (FRA)             | 115e             |

| Ineos Grenadiers IGD | Ineos Grenadiers IGD         | Ineos Grenadiers IGD |
| -------------------- | ---------------------------- | -------------------- |
| Num                  | Coureur                      | Pos                  |
| 61                   | Thymen Arensman (NED)        | 5e                   |
| 62                   | Filippo Ganna (ITA) (chrono) | 46e                  |
| 63                   | Kim Heiduk (GER)             | 62e                  |
| 64                   | Tom Pidcock (GBR)            | 6e                   |
| 65                   | Luke Rowe (GBR)              | 112e                 |
| 66                   | Magnus Sheffield (USA)       | 18e                  |
| 67                   | Geraint Thomas (GBR)         | 65e                  |

| Intermarché-Wanty IWA | Intermarché-Wanty IWA | Intermarché-Wanty IWA |
| --------------------- | --------------------- | --------------------- |
| Num                   | Coureur               | Pos                   |
| 71                    | Vito Braet (BEL)      | 85e                   |
| 72                    | Rune Herregodts (BEL) | 24e                   |
| 73                    | Hugo Page (FRA)       | 114e                  |
| 74                    | Adrien Petit (FRA)    | 118e                  |
| 75                    | Laurenz Rex (BEL)     | 120e                  |
| 76                    | Mike Teunissen (NED)  | 60e                   |
| 77                    | Gerben Thijssen (BEL) | 129e                  |

| Lidl-Trek LTK | Lidl-Trek LTK               | Lidl-Trek LTK |
| ------------- | --------------------------- | ------------- |
| Num           | Coureur                     | Pos           |
| 81            | Andrea Bagioli (ITA)        | 31e           |
| 82            | Tao Geoghegan Hart (GBR)    | 12e           |
| 83            | Daan Hoole (NED)            | 66e           |
| 84            | Sam Oomen (NED)             | NP-3          |
| 85            | Jasper Stuyven (BEL)        | 29e           |
| 86            | Edward Theuns (BEL)         | 106e          |
| 87            | Mathias Vacek (CZE) (route) | 87e           |

| Soudal Quick-Step SOQ | Soudal Quick-Step SOQ                   | Soudal Quick-Step SOQ |
| --------------------- | --------------------------------------- | --------------------- |
| Num                   | Coureur                                 | Pos                   |
| 91                    | Mattia Cattaneo (ITA)                   | 48e                   |
| 92                    | Remco Evenepoel (BEL) (route et chrono) | 1er                   |
| 93                    | James Knox (GBR)                        | 42e                   |
| 94                    | Mikel Landa (ESP)                       | 16e                   |
| 95                    | Pieter Serry (BEL)                      | 91e                   |
| 96                    | Warre Vangheluwe (BEL)                  | 136e                  |
| 97                    | Louis Vervaeke (BEL)                    | 69e                   |

| Team dsm-firmenich PostNL DFP | Team dsm-firmenich PostNL DFP | Team dsm-firmenich PostNL DFP |
| ----------------------------- | ----------------------------- | ----------------------------- |
| Num                           | Coureur                       | Pos                           |
| 101                           | John Degenkolb (GER)          | 77e                           |
| 102                           | Pavel Bittner (CZE)           | 89e                           |
| 103                           | Gijs Leemreize (NED)          | 20e                           |
| 104                           | Niklas Märkl (GER)            | 116e                          |
| 105                           | Martijn Tusveld (NED)         | 61e                           |
| 106                           | Casper van Uden (NED)         | 83e                           |
| 107                           | Bram Welten (NED)             | 131e                          |

| Team Visma \| Lease a Bike TVL | Team Visma \| Lease a Bike TVL | Team Visma \| Lease a Bike TVL |
| ------------------------------ | ------------------------------ | ------------------------------ |
| Num                            | Coureur                        | Pos                            |
| 111                            | Wout van Aert (BEL) (chrono)   | 7e                             |
| 112                            | Sepp Kuss (USA)                | 8e                             |
| 113                            | Tiesj Benoot (BEL)             | NP-4                           |
| 114                            | Per Strand Hagenes (NOR)       | 39e                            |
| 115                            | Jan Tratnik (SLO)              | 3e                             |
| 116                            | Milan Vader (NED)              | 35e                            |
| 117                            | Julien Vermote (BEL)           | 104e                           |

| UAE Team Emirates UAD | UAE Team Emirates UAD      | UAE Team Emirates UAD |
| --------------------- | -------------------------- | --------------------- |
| Num                   | Coureur                    | Pos                   |
| 121                   | Isaac Del Toro (MEX)       | NP-5                  |
| 122                   | Filippo Baroncini (ITA)    | 33e                   |
| 123                   | Jan Christen (SUI)         | 22e                   |
| 124                   | Marc Hirschi (SUI) (route) | 43e                   |
| 125                   | António Morgado (POR)      | 10e                   |
| 126                   | Rui Oliveira (POR)         | 107e                  |
| 127                   | Nils Politt (GER) (chrono) | 30e                   |

| Caja Rural-Seguros RGA CJR | Caja Rural-Seguros RGA CJR | Caja Rural-Seguros RGA CJR |
| -------------------------- | -------------------------- | -------------------------- |
| Num                        | Coureur                    | Pos                        |
| 131                        | Daniel Babor (CZE)         | 143e                       |
| 132                        | Julen Arriolabengoa (ESP)  | 63e                        |
| 133                        | Tomáš Bárta (CZE)          | 137e                       |
| 134                        | Jaume Guardeño (ESP)       | 50e                        |
| 135                        | Gorka Sorarrain (ESP)      | 76e                        |
| 136                        | Eduard Prades (ESP)        | 27e                        |
| 137                        | Michal Schlegel (CZE)      | 96e                        |

| Tudor Pro Cycling Team TUD | Tudor Pro Cycling Team TUD   | Tudor Pro Cycling Team TUD |
| -------------------------- | ---------------------------- | -------------------------- |
| Num                        | Coureur                      | Pos                        |
| 141                        | Luc Wirtgen (LUX)            | 88e                        |
| 142                        | Robin Froidevaux (SUI)       | 108e                       |
| 143                        | Arthur Kluckers (LUX)        | AB-5                       |
| 144                        | Marius Mayrhofer (GER)       | 79e                        |
| 145                        | Lucas Eriksson (SWE) (route) | 52e                        |
| 146                        | Matteo Trentin (ITA)         | 75e                        |
| 147                        | Yannis Voisard (SUI)         | 13e                        |

| Uno-X Mobility UXM | Uno-X Mobility UXM           | Uno-X Mobility UXM |
| ------------------ | ---------------------------- | ------------------ |
| Num                | Coureur                      | Pos                |
| 151                | Magnus Cort Nielsen (DEN)    | 21e                |
| 152                | Markus Hoelgaard (NOR)       | 28e                |
| 153                | Andreas Leknessund (NOR)     | 45e                |
| 154                | Erik Nordsæter Resell (NOR)  | 84e                |
| 155                | Rasmus Tiller (NOR)          | 41e                |
| 156                | Jonas Abrahamsen (NOR)       | 72e                |
| 157                | Martin Bugge Urianstad (NOR) | 47e                |

| ABTF Betão-Feirense CDF | ABTF Betão-Feirense CDF | ABTF Betão-Feirense CDF |
| ----------------------- | ----------------------- | ----------------------- |
| Num                     | Coureur                 | Pos                     |
| 161                     | Diogo Oliveira (POR)    | HD-4                    |
| 162                     | Afonso Eulálio (POR)    | AB-5                    |
| 163                     | Óscar Cabedo (ESP)      | 90e                     |
| 164                     | Fábio Oliveira (POR)    | HD-4                    |
| 165                     | Ivo Pinheiro (POR)      | 94e                     |
| 166                     | Fábio Costa (POR)       | 100e                    |
| 167                     | Pedro Silva (POR)       | 126e                    |

| AP Hotels & Resorts-Tavira-SC Farense ATF | AP Hotels & Resorts-Tavira-SC Farense ATF | AP Hotels & Resorts-Tavira-SC Farense ATF |
| ----------------------------------------- | ----------------------------------------- | ----------------------------------------- |
| Num                                       | Coureur                                   | Pos                                       |
| 171                                       | Ruben Simao (POR)                         | HD-4                                      |
| 172                                       | Afonso Silva (POR)                        | 38e                                       |
| 173                                       | Miguel Salgueiro (POR)                    | 128e                                      |
| 174                                       | Diogo Barbosa (POR)                       | 133e                                      |
| 176                                       | Francisco Campos (POR)                    | HD-4                                      |
| 177                                       | Euclides Chingui (ANG)                    | 147e                                      |

| Aviludo-Louletano-Loulé Concelho AVL | Aviludo-Louletano-Loulé Concelho AVL | Aviludo-Louletano-Loulé Concelho AVL |
| ------------------------------------ | ------------------------------------ | ------------------------------------ |
| Num                                  | Coureur                              | Pos                                  |
| 181                                  | Daniel Viegas (POR)                  | 57e                                  |
| 182                                  | Nicolás Tivani (ARG)                 | 145e                                 |
| 183                                  | Sergio García González (ESP)         | 67e                                  |
| 184                                  | Tomás Contte (ARG)                   | 135e                                 |
| 185                                  | Carlos Oyarzún (CHI)                 | 105e                                 |
| 186                                  | David Domínguez (ESP)                | 80e                                  |
| 187                                  | Tomás Martins (POR)                  | 144e                                 |

| Credibom-LA Alumínios-Marcos Car LAA | Credibom-LA Alumínios-Marcos Car LAA | Credibom-LA Alumínios-Marcos Car LAA |
| ------------------------------------ | ------------------------------------ | ------------------------------------ |
| Num                                  | Coureur                              | Pos                                  |
| 191                                  | Emanuel Duarte (POR)                 | 55e                                  |
| 192                                  | Luís Fernandes (POR)                 | AB-5                                 |
| 193                                  | Alexandre Montez (POR)               | 101e                                 |
| 194                                  | Rodrigo Caixas (POR)                 | AB-5                                 |
| 195                                  | Diogo Narciso (POR)                  | AB-5                                 |
| 196                                  | François Vie (POR)                   | AB-5                                 |
| 197                                  | Gonçalo Leaça (POR)                  | 122e                                 |

| Efapel Cycling EFL | Efapel Cycling EFL      | Efapel Cycling EFL |
| ------------------ | ----------------------- | ------------------ |
| Num                | Coureur                 | Pos                |
| 201                | Joaquim Silva (POR)     | AB-5               |
| 202                | Alexander Grigoriev     | HD-4               |
| 203                | António Ferreira (POR)  | AB-5               |
| 204                | Santiago Mesa (COL)     | 127e               |
| 205                | Henrique Casimiro (POR) | 82e                |
| 206                | Abner González (PUR)    | 37e                |
| 207                | Keegan Swirbul (USA)    | 124e               |

| Kelly-Simoldes-UDO GSU | Kelly-Simoldes-UDO GSU    | Kelly-Simoldes-UDO GSU |
| ---------------------- | ------------------------- | ---------------------- |
| Num                    | Coureur                   | Pos                    |
| 211                    | Luís Gomes (POR)          | 93e                    |
| 212                    | Rui Carvalho (POR)        | 119e                   |
| 213                    | Francisco Guerreiro (POR) | 109e                   |
| 214                    | Tiago Ferreira (POR)      | HD-4                   |
| 216                    | Noah Campos (POR)         | 142e                   |
| 217                    | André Ribeiro (POR)       | 139e                   |

| Rádio Popular-Paredes-Boavista RPB | Rádio Popular-Paredes-Boavista RPB | Rádio Popular-Paredes-Boavista RPB |
| ---------------------------------- | ---------------------------------- | ---------------------------------- |
| Num                                | Coureur                            | Pos                                |
| 221                                | César Fonte (POR)                  | 98e                                |
| 222                                | Hugo Nunes (POR)                   | 56e                                |
| 223                                | Raúl Rota (ESP)                    | AB-5                               |
| 224                                | Francisco Peñuela (VEN)            | 40e                                |
| 225                                | Tiago Leal (POR)                   | 117e                               |
| 227                                | Hélder Gonçalves (POR)             | 26e                                |

| Sabgal-Anicolor SAT | Sabgal-Anicolor SAT        | Sabgal-Anicolor SAT |
| ------------------- | -------------------------- | ------------------- |
| Num                 | Coureur                    | Pos                 |
| 231                 | Frederico Figueiredo (POR) | 81e                 |
| 232                 | André Carvalho (POR)       | AB-5                |
| 233                 | Luís Mendonça (POR)        | 110e                |
| 234                 | Gabriel Baptista (POR)     | 140e                |
| 235                 | Duarte Domingues (POR)     | 125e                |
| 236                 | Oliver Rees (GBR)          | 74e                 |
| 237                 | Rafael Reis (POR)          | 78e                 |

| Tavfer-Ovos Matinados-Mortágua TAV | Tavfer-Ovos Matinados-Mortágua TAV | Tavfer-Ovos Matinados-Mortágua TAV |
| ---------------------------------- | ---------------------------------- | ---------------------------------- |
| Num                                | Coureur                            | Pos                                |
| 241                                | Gonçalo Carvalho (POR)             | 132e                               |
| 242                                | Bruno Silva (POR)                  | 97e                                |
| 243                                | João Matias (POR)                  | 138e                               |
| 244                                | Francisco Morais (POR)             | AB-5                               |
| 245                                | Leangel Linarez (VEN)              | AB-5                               |
| 246                                | César Martingil (POR)              | 130e                               |
| 247                                | Gonçalo Amado (POR)                | AB-2                               |

| Bora-Hansgrohe BOH | Bora-Hansgrohe BOH             | Bora-Hansgrohe BOH |
| ------------------ | ------------------------------ | ------------------ |
| Num                | Coureur                        | Pos                |
| 1                  | Daniel Martínez (COL) (chrono) | 2e                 |
| 2                  | Bob Jungels (LUX)              | 15e                |
| 3                  | Marco Haller (AUT)             | 123e               |
| 4                  | Sergio Higuita (COL)           | 14e                |
| 5                  | Jordi Meeus (BEL)              | 134e               |
| 6                  | Maximilian Schachmann (GER)    | 34e                |
| 7                  | Alexander Hajek (AUT)          | NP-2               |

| Alpecin-Deceuninck ADC | Alpecin-Deceuninck ADC  | Alpecin-Deceuninck ADC |
| ---------------------- | ----------------------- | ---------------------- |
| Num                    | Coureur                 | Pos                    |
| 11                     | Quinten Hermans (BEL)   | 36e                    |
| 12                     | Lars Boven (NED)        | 95e                    |
| 13                     | Tobias Bayer (AUT)      | 49e                    |
| 14                     | Edward Planckaert (BEL) | 113e                   |
| 15                     | Xandro Meurisse (BEL)   | 71e                    |
| 16                     | Stan Van Tricht (BEL)   | NP-4                   |
| 17                     | Luca Vergallito (ITA)   | 17e                    |

| Arkéa-B&B Hotels ARK | Arkéa-B&B Hotels ARK     | Arkéa-B&B Hotels ARK |
| -------------------- | ------------------------ | -------------------- |
| Num                  | Coureur                  | Pos                  |
| 21                   | Arnaud Démare (FRA)      | 103e                 |
| 22                   | Jenthe Biermans (BEL)    | 58e                  |
| 23                   | Donavan Grondin (FRA)    | AB-5                 |
| 24                   | Thibault Guernalec (FRA) | 64e                  |
| 25                   | Daniel McLay (GBR)       | 121e                 |
| 26                   | Florian Sénéchal (FRA)   | 92e                  |
| 27                   | Martin Tjøtta (NOR)      | 53e                  |

| Astana Qazaqstan Team AST | Astana Qazaqstan Team AST    | Astana Qazaqstan Team AST |
| ------------------------- | ---------------------------- | ------------------------- |
| Num                       | Coureur                      | Pos                       |
| 31                        | Samuele Battistella (ITA)    | 51e                       |
| 32                        | Igor Chzhan (KAZ)            | 73e                       |
| 33                        | Yevgeniy Fedorov (KAZ)       | 70e                       |
| 34                        | Anton Kuzmin (KAZ)           | 111e                      |
| 35                        | Christian Scaroni (ITA)      | 11e                       |
| 36                        | Simone Velasco (ITA) (route) | 19e                       |
| 37                        | Max Walker (GBR)             | 54e                       |

| EF Education-EasyPost EFE | EF Education-EasyPost EFE       | EF Education-EasyPost EFE |
| ------------------------- | ------------------------------- | ------------------------- |
| Num                       | Coureur                         | Pos                       |
| 41                        | Stefan Bissegger (SUI) (chrono) | 99e                       |
| 42                        | Rui Costa (POR)                 | AB-3                      |
| 43                        | Ben Healy (IRL) (route)         | 4e                        |
| 44                        | Mikkel Honoré (DEN)             | 25e                       |
| 45                        | James Shaw (GBR)                | 23e                       |
| 46                        | Michael Valgren (DEN)           | 44e                       |
| 47                        | Marijn van den Berg (NED)       | AB-3                      |

| Groupama-FDJ GFC | Groupama-FDJ GFC               | Groupama-FDJ GFC |
| ---------------- | ------------------------------ | ---------------- |
| Num              | Coureur                        | Pos              |
| 51               | Stefan Küng (SUI)              | 9e               |
| 52               | Lewis Askey (GBR)              | 86e              |
| 53               | Olivier Le Gac (FRA)           | 59e              |
| 54               | Valentin Madouas (FRA) (route) | 32e              |
| 55               | Enzo Paleni (FRA)              | 68e              |
| 56               | Clément Russo (FRA)            | 102e             |
| 57               | Marc Sarreau (FRA)             | 115e             |

| Ineos Grenadiers IGD | Ineos Grenadiers IGD         | Ineos Grenadiers IGD |
| -------------------- | ---------------------------- | -------------------- |
| Num                  | Coureur                      | Pos                  |
| 61                   | Thymen Arensman (NED)        | 5e                   |
| 62                   | Filippo Ganna (ITA) (chrono) | 46e                  |
| 63                   | Kim Heiduk (GER)             | 62e                  |
| 64                   | Tom Pidcock (GBR)            | 6e                   |
| 65                   | Luke Rowe (GBR)              | 112e                 |
| 66                   | Magnus Sheffield (USA)       | 18e                  |
| 67                   | Geraint Thomas (GBR)         | 65e                  |

| Intermarché-Wanty IWA | Intermarché-Wanty IWA | Intermarché-Wanty IWA |
| --------------------- | --------------------- | --------------------- |
| Num                   | Coureur               | Pos                   |
| 71                    | Vito Braet (BEL)      | 85e                   |
| 72                    | Rune Herregodts (BEL) | 24e                   |
| 73                    | Hugo Page (FRA)       | 114e                  |
| 74                    | Adrien Petit (FRA)    | 118e                  |
| 75                    | Laurenz Rex (BEL)     | 120e                  |
| 76                    | Mike Teunissen (NED)  | 60e                   |
| 77                    | Gerben Thijssen (BEL) | 129e                  |

| Lidl-Trek LTK | Lidl-Trek LTK               | Lidl-Trek LTK |
| ------------- | --------------------------- | ------------- |
| Num           | Coureur                     | Pos           |
| 81            | Andrea Bagioli (ITA)        | 31e           |
| 82            | Tao Geoghegan Hart (GBR)    | 12e           |
| 83            | Daan Hoole (NED)            | 66e           |
| 84            | Sam Oomen (NED)             | NP-3          |
| 85            | Jasper Stuyven (BEL)        | 29e           |
| 86            | Edward Theuns (BEL)         | 106e          |
| 87            | Mathias Vacek (CZE) (route) | 87e           |

| Soudal Quick-Step SOQ | Soudal Quick-Step SOQ                   | Soudal Quick-Step SOQ |
| --------------------- | --------------------------------------- | --------------------- |
| Num                   | Coureur                                 | Pos                   |
| 91                    | Mattia Cattaneo (ITA)                   | 48e                   |
| 92                    | Remco Evenepoel (BEL) (route et chrono) | 1er                   |
| 93                    | James Knox (GBR)                        | 42e                   |
| 94                    | Mikel Landa (ESP)                       | 16e                   |
| 95                    | Pieter Serry (BEL)                      | 91e                   |
| 96                    | Warre Vangheluwe (BEL)                  | 136e                  |
| 97                    | Louis Vervaeke (BEL)                    | 69e                   |

| Team dsm-firmenich PostNL DFP | Team dsm-firmenich PostNL DFP | Team dsm-firmenich PostNL DFP |
| ----------------------------- | ----------------------------- | ----------------------------- |
| Num                           | Coureur                       | Pos                           |
| 101                           | John Degenkolb (GER)          | 77e                           |
| 102                           | Pavel Bittner (CZE)           | 89e                           |
| 103                           | Gijs Leemreize (NED)          | 20e                           |
| 104                           | Niklas Märkl (GER)            | 116e                          |
| 105                           | Martijn Tusveld (NED)         | 61e                           |
| 106                           | Casper van Uden (NED)         | 83e                           |
| 107                           | Bram Welten (NED)             | 131e                          |

| Team Visma \| Lease a Bike TVL | Team Visma \| Lease a Bike TVL | Team Visma \| Lease a Bike TVL |
| ------------------------------ | ------------------------------ | ------------------------------ |
| Num                            | Coureur                        | Pos                            |
| 111                            | Wout van Aert (BEL) (chrono)   | 7e                             |
| 112                            | Sepp Kuss (USA)                | 8e                             |
| 113                            | Tiesj Benoot (BEL)             | NP-4                           |
| 114                            | Per Strand Hagenes (NOR)       | 39e                            |
| 115                            | Jan Tratnik (SLO)              | 3e                             |
| 116                            | Milan Vader (NED)              | 35e                            |
| 117                            | Julien Vermote (BEL)           | 104e                           |

| UAE Team Emirates UAD | UAE Team Emirates UAD      | UAE Team Emirates UAD |
| --------------------- | -------------------------- | --------------------- |
| Num                   | Coureur                    | Pos                   |
| 121                   | Isaac Del Toro (MEX)       | NP-5                  |
| 122                   | Filippo Baroncini (ITA)    | 33e                   |
| 123                   | Jan Christen (SUI)         | 22e                   |
| 124                   | Marc Hirschi (SUI) (route) | 43e                   |
| 125                   | António Morgado (POR)      | 10e                   |
| 126                   | Rui Oliveira (POR)         | 107e                  |
| 127                   | Nils Politt (GER) (chrono) | 30e                   |

| Caja Rural-Seguros RGA CJR | Caja Rural-Seguros RGA CJR | Caja Rural-Seguros RGA CJR |
| -------------------------- | -------------------------- | -------------------------- |
| Num                        | Coureur                    | Pos                        |
| 131                        | Daniel Babor (CZE)         | 143e                       |
| 132                        | Julen Arriolabengoa (ESP)  | 63e                        |
| 133                        | Tomáš Bárta (CZE)          | 137e                       |
| 134                        | Jaume Guardeño (ESP)       | 50e                        |
| 135                        | Gorka Sorarrain (ESP)      | 76e                        |
| 136                        | Eduard Prades (ESP)        | 27e                        |
| 137                        | Michal Schlegel (CZE)      | 96e                        |

| Tudor Pro Cycling Team TUD | Tudor Pro Cycling Team TUD   | Tudor Pro Cycling Team TUD |
| -------------------------- | ---------------------------- | -------------------------- |
| Num                        | Coureur                      | Pos                        |
| 141                        | Luc Wirtgen (LUX)            | 88e                        |
| 142                        | Robin Froidevaux (SUI)       | 108e                       |
| 143                        | Arthur Kluckers (LUX)        | AB-5                       |
| 144                        | Marius Mayrhofer (GER)       | 79e                        |
| 145                        | Lucas Eriksson (SWE) (route) | 52e                        |
| 146                        | Matteo Trentin (ITA)         | 75e                        |
| 147                        | Yannis Voisard (SUI)         | 13e                        |

| Uno-X Mobility UXM | Uno-X Mobility UXM           | Uno-X Mobility UXM |
| ------------------ | ---------------------------- | ------------------ |
| Num                | Coureur                      | Pos                |
| 151                | Magnus Cort Nielsen (DEN)    | 21e                |
| 152                | Markus Hoelgaard (NOR)       | 28e                |
| 153                | Andreas Leknessund (NOR)     | 45e                |
| 154                | Erik Nordsæter Resell (NOR)  | 84e                |
| 155                | Rasmus Tiller (NOR)          | 41e                |
| 156                | Jonas Abrahamsen (NOR)       | 72e                |
| 157                | Martin Bugge Urianstad (NOR) | 47e                |

| ABTF Betão-Feirense CDF | ABTF Betão-Feirense CDF | ABTF Betão-Feirense CDF |
| ----------------------- | ----------------------- | ----------------------- |
| Num                     | Coureur                 | Pos                     |
| 161                     | Diogo Oliveira (POR)    | HD-4                    |
| 162                     | Afonso Eulálio (POR)    | AB-5                    |
| 163                     | Óscar Cabedo (ESP)      | 90e                     |
| 164                     | Fábio Oliveira (POR)    | HD-4                    |
| 165                     | Ivo Pinheiro (POR)      | 94e                     |
| 166                     | Fábio Costa (POR)       | 100e                    |
| 167                     | Pedro Silva (POR)       | 126e                    |

| AP Hotels & Resorts-Tavira-SC Farense ATF | AP Hotels & Resorts-Tavira-SC Farense ATF | AP Hotels & Resorts-Tavira-SC Farense ATF |
| ----------------------------------------- | ----------------------------------------- | ----------------------------------------- |
| Num                                       | Coureur                                   | Pos                                       |
| 171                                       | Ruben Simao (POR)                         | HD-4                                      |
| 172                                       | Afonso Silva (POR)                        | 38e                                       |
| 173                                       | Miguel Salgueiro (POR)                    | 128e                                      |
| 174                                       | Diogo Barbosa (POR)                       | 133e                                      |
| 176                                       | Francisco Campos (POR)                    | HD-4                                      |
| 177                                       | Euclides Chingui (ANG)                    | 147e                                      |

| Aviludo-Louletano-Loulé Concelho AVL | Aviludo-Louletano-Loulé Concelho AVL | Aviludo-Louletano-Loulé Concelho AVL |
| ------------------------------------ | ------------------------------------ | ------------------------------------ |
| Num                                  | Coureur                              | Pos                                  |
| 181                                  | Daniel Viegas (POR)                  | 57e                                  |
| 182                                  | Nicolás Tivani (ARG)                 | 145e                                 |
| 183                                  | Sergio García González (ESP)         | 67e                                  |
| 184                                  | Tomás Contte (ARG)                   | 135e                                 |
| 185                                  | Carlos Oyarzún (CHI)                 | 105e                                 |
| 186                                  | David Domínguez (ESP)                | 80e                                  |
| 187                                  | Tomás Martins (POR)                  | 144e                                 |

| Credibom-LA Alumínios-Marcos Car LAA | Credibom-LA Alumínios-Marcos Car LAA | Credibom-LA Alumínios-Marcos Car LAA |
| ------------------------------------ | ------------------------------------ | ------------------------------------ |
| Num                                  | Coureur                              | Pos                                  |
| 191                                  | Emanuel Duarte (POR)                 | 55e                                  |
| 192                                  | Luís Fernandes (POR)                 | AB-5                                 |
| 193                                  | Alexandre Montez (POR)               | 101e                                 |
| 194                                  | Rodrigo Caixas (POR)                 | AB-5                                 |
| 195                                  | Diogo Narciso (POR)                  | AB-5                                 |
| 196                                  | François Vie (POR)                   | AB-5                                 |
| 197                                  | Gonçalo Leaça (POR)                  | 122e                                 |

| Efapel Cycling EFL | Efapel Cycling EFL      | Efapel Cycling EFL |
| ------------------ | ----------------------- | ------------------ |
| Num                | Coureur                 | Pos                |
| 201                | Joaquim Silva (POR)     | AB-5               |
| 202                | Alexander Grigoriev     | HD-4               |
| 203                | António Ferreira (POR)  | AB-5               |
| 204                | Santiago Mesa (COL)     | 127e               |
| 205                | Henrique Casimiro (POR) | 82e                |
| 206                | Abner González (PUR)    | 37e                |
| 207                | Keegan Swirbul (USA)    | 124e               |

| Kelly-Simoldes-UDO GSU | Kelly-Simoldes-UDO GSU    | Kelly-Simoldes-UDO GSU |
| ---------------------- | ------------------------- | ---------------------- |
| Num                    | Coureur                   | Pos                    |
| 211                    | Luís Gomes (POR)          | 93e                    |
| 212                    | Rui Carvalho (POR)        | 119e                   |
| 213                    | Francisco Guerreiro (POR) | 109e                   |
| 214                    | Tiago Ferreira (POR)      | HD-4                   |
| 216                    | Noah Campos (POR)         | 142e                   |
| 217                    | André Ribeiro (POR)       | 139e                   |

| Rádio Popular-Paredes-Boavista RPB | Rádio Popular-Paredes-Boavista RPB | Rádio Popular-Paredes-Boavista RPB |
| ---------------------------------- | ---------------------------------- | ---------------------------------- |
| Num                                | Coureur                            | Pos                                |
| 221                                | César Fonte (POR)                  | 98e                                |
| 222                                | Hugo Nunes (POR)                   | 56e                                |
| 223                                | Raúl Rota (ESP)                    | AB-5                               |
| 224                                | Francisco Peñuela (VEN)            | 40e                                |
| 225                                | Tiago Leal (POR)                   | 117e                               |
| 227                                | Hélder Gonçalves (POR)             | 26e                                |

| Sabgal-Anicolor SAT | Sabgal-Anicolor SAT        | Sabgal-Anicolor SAT |
| ------------------- | -------------------------- | ------------------- |
| Num                 | Coureur                    | Pos                 |
| 231                 | Frederico Figueiredo (POR) | 81e                 |
| 232                 | André Carvalho (POR)       | AB-5                |
| 233                 | Luís Mendonça (POR)        | 110e                |
| 234                 | Gabriel Baptista (POR)     | 140e                |
| 235                 | Duarte Domingues (POR)     | 125e                |
| 236                 | Oliver Rees (GBR)          | 74e                 |
| 237                 | Rafael Reis (POR)          | 78e                 |

| Tavfer-Ovos Matinados-Mortágua TAV | Tavfer-Ovos Matinados-Mortágua TAV | Tavfer-Ovos Matinados-Mortágua TAV |
| ---------------------------------- | ---------------------------------- | ---------------------------------- |
| Num                                | Coureur                            | Pos                                |
| 241                                | Gonçalo Carvalho (POR)             | 132e                               |
| 242                                | Bruno Silva (POR)                  | 97e                                |
| 243                                | João Matias (POR)                  | 138e                               |
| 244                                | Francisco Morais (POR)             | AB-5                               |
| 245                                | Leangel Linarez (VEN)              | AB-5                               |
| 246                                | César Martingil (POR)              | 130e                               |
| 247                                | Gonçalo Amado (POR)                | AB-2                               |